# Gilroy (Califórnia)
Gilroy é uma cidade localizada no estado americano da Califórnia, no condado de Santa Clara. Foi incorporada em 12 de março de 1870.

## Geografia
De acordo com o United States Census Bureau, a cidade tem uma área de 41,85 km², onde 41,83 km² estão cobertos por terra e 0,03 km² por água.

### Localidades na vizinhança
O diagrama seguinte representa as localidades num raio de 24 km ao redor de Gilroy.

## Demografia
Segundo o censo nacional de 2010, a sua população é de 48 821 habitantes e sua densidade populacional é de 1 167,18 hab/km². É a cidade que, em 10 anos, teve o maior crescimento populacional do condado de Santa Clara. Possui 14 854 residências, que resulta em uma densidade de 355,12 residências/km².

## Curiosidades
- A série Zeke e Luther é passada em Gilroy.